# Christos a Panagos
Svatí Christos kněz a Panagos († 1716) byli řečtí mučedníci zabití Osmany.
Christos se narodil v Gastouni a Panagos v Andravidě na území Élida. Oba pocházeli od rodičů, kteří přijali islám, ale oni si zachovali křesťanskou víru. Mezi svými krajany byli velmi ctění. Panagos byl několikrát zvolen do Gastounijského rady. Christos se oženil, měl dvě děti a byl rukopoložen na jereje v Patrasu.
Peloponés byl pod vládou Osmanů. Došlo k rabování a nucení obyvatel přestoupit na islám.
Jednoho dne Panagose povolal guvernér oblasti Osman a vyzval ho k přijetí islámu. Panagos odmítl, ale Osman ho dále nenutil. Nabídl mu, aby odešel na bezpečné místo, dokud nepřestane pronásledování křesťanů, nebo ať ho následuje do Korfu. Panagos se rozhodl odejít do Korfu, ale vážně onemocněl. Poté byl znovu vyzván k přijetí islámu a pokud příkaz odmítne, bude usmrcen.
Panagos před Muratem Agou vyznal víru v Krista a ten jej odsoudil k trestu smrti. Dne 1. března 1716 byl sťat. Tělo nechali dva dny ležet na místě popravy. Poté jeho hlavu opekli a hodili psům, kteří se jí však nedotkli. Nakonec dovolili křesťanům tělo odnést a pohřbili jej v chrámu svatého Mikuláše v Gastouni.
V této době byl zatčen také Christos. Odmítl se vzdát své víry, a proto byl uvězněn. Jeho manželka jej přemlouvala, aby se vzdal své víry a zachránil si život, ten jí slíbil, že tak učiní. Murat vyzval všechny kněze, aby přijali Islám, což odmítli, a proto byli uvězněni. Kněží přesvědčovali Christose, aby byl silný ve víře a nevzdával se křesťanské víry. Christos se rozhodl zůstat křesťanem.
Christos Muratovi přiznal, že chtěl přijmout islám, ale rozhodl se jinak. Byl odsouzen k trestu smrti. Tělo nebylo pohřbeno čtyři dny a nakonec bylo přeneseno do chrámu svatého Mikuláše vedle svatého Panagose.